# Ivanica
Ivanica je naseljeno mjesto u općini Ravno, u Federaciji Bosne i Hercegovine, u Bosni i Hercegovini.
Nalazi se odmah uz granicu s Hrvatskom. Udaljena je jedan kilometar od Gornjega Brgata, a šest kilometara od Dubrovnika, u Dubrovačkom zaleđu.
Naselje je poznato po svom pogledu na Jadransko more, čistom zraku, luksuznom ljetovanju i ljekovitim biljkama. U posljednje vrijeme naselje doživljava brži razvoj i širenje zbog izgradnje mnogih novih luksuzni vila, a ulažu mnogi investitori. Tako je i mjesto postalo popularno za luksuzniji odmor. U doba bivše Jugoslavije, radi jedinstvene kvalitete zraka gdje se zrak s mora i planine miješa, bilo je označeno kao klimatsko mjesto. Radi toga područje se reklamira pod nazivom »Dubrovačke visine«. Područje je dobro poznato i po ljekovitim biljkama koje rastu na planinskom području. Jedna od biljaka koje ćete naći je pelin.
Godine 2019. godine izgrađen je novi granični prijelaz u Gornjem Brgatu između Ivanice i Dubrovnika. Prijelaz između vanjskih granica Bosne i Hercegovine te Hrvatske je tako mnogo brži i dostupniji sada nego prije. Ivanica je također samo 20 kilometara udaljena od Crne Gore.
Naselje je uništeno tijekom rata u BiH 1992., a povratak na ovo područje počeo je 1999. Prije rata Ivanica je bila u sastavu tadašnje općine Trebinje. Danas je zemlja na Ivanici tražena i na njoj se gradi 230 villa s bazenima.
Hrvatske snage zauzele su Ivanicu 5. srpnja 1992. godine. S Ivanice se pruža pogled na Župu dubrovačku i Cavtat. Iz Župe dubrovačke i Cavtata može se vidjeti Ivanicu.

## Stanovništvo

### 1991.
Nacionalni sastav stanovništva 1991. godine, bio je sljedeći:
ukupno: 168
- Srbi - 147
- Hrvati - 13
- Muslimani - 3
- ostali, nepoznati i neopredijeljeni - 5

### 2013.
Nacionalni sastav stanovništva 2013. godine, bio je sljedeći:
ukupno: 139
- Srbi - 99
- Hrvati - 33
- Bošnjaci - 7